# Theodore Roszak (pisarz)
Theodore Roszak (ur. 15 listopada 1933 w Chicago, zm. 5 lipca 2011 w Berkeley) – amerykański pisarz, naukowiec, profesor emeritus California State University, East Bay, znany z głośnej książki The Making of a Counter Culture, w której opisał kontrkulturę lat 60.; uchodzi za twórcę tego terminu. Dwukrotnie nominowany do nagrody National Book Award. Zdobywca Nagrody Jamesa Tiptree Jr. za The Memoirs of Elizabeth Frankenstein.

## Życiorys i twórczość
Theodore Roszak urodził się w 15 listopada 1933 roku w Chicago, gdzie jego ojciec pracował jako stolarz. Wychowywał się w rodzinie katolickiej. Po przeprowadzce rodziny do Los Angeles uczęszczał do miejscowego liceum, w którym poznał swoją przyszłą żonę, Betty. Ukończył studia licencjackie na Uniwersytecie Kalifornijskim w Los Angeles, a następnie obronił doktorat z historii na Uniwersytecie Princeton. 
W 1964 roku wydawał w Londynie pacyfistyczny dziennik. 
W 1968 roku wydał The Dissenting Academy, zbiór esejów atakujących apolityczną kulturę nauk humanistycznych na amerykańskich uniwersytetach. Roszak ubolewał nad karierowiczostwem nauczycieli akademickich i nawoływał ich, by stali się politycznie zaangażowanymi intelektualistami, gotowymi powiedzieć prawdę o Wietnamie i zimnej wojnie.
Książka Making of a Counter Culture dostarczyła – zdaniem wielu – głębokiej analizy ruchu młodzieżowego, znajdującego swoje korzenie w jałowej, zachodniej kulturze, która skłaniała młodych ludzi do poszukiwania wartości duchowych w LSD, egzotycznych religiach, a nawet komiksach. Książka dowodziła, że zdominowane przez naukę nowoczesne społeczeństwo jest podłe, represyjne i bezduszne, a młodzieńczy sprzeciw jest na tyle spójny, że można go nazwać kulturą; i że ta antyracjonalistyczna „kontrkultura” - termin, który Roszak spopularyzował i przypuszczalnie wymyślił – może stanowić podstawę nowej, wizjonerskiej cywilizacji.Making of a Counter Culture, finalistka zmagań o nagrodę książkową National Book Award w 1969 roku, dała jasno do zrozumienia, że Roszak nie był jedynie działaczem antywojennym. Jego dyskusja na temat kultury młodzieżowej i ideologów epoki, od Herberta Marcusego do Normana O. Browna, była trafna i przekonywająca. Termin kontrkultura, który stał się niemal uniwersalnym skrótem określającym świat zbuntowanej młodzieży, określał odejście od społecznego aktywizmu w kierunku tego, co Roszak nazywał polityką świadomości, i do wielu form psychodelii – którym się przeciwstawiał. 
Wątki te Roszak rozwijał w kolejnych książkach, najbardziej wpływowych, jak: Where the Wasteland Ends: Politics and Transcendence in Postindustrial Society, opublikowanej w 1972 roku. Książka ta, podobnie jak książka o kontrkulturze, była finalistką National Book Award.
Ponieważ Roszak nie ustawał w wychwalaniu tego, co postrzegał jako nowe ludzkie możliwości, niektórzy recenzenci kwestionowali jego niesmak dla rozsądku, natomiast inni – jego optymizm. W recenzji książki Unfinished Animal: The Aquarian Frontier and the Evolution of Consciousness z 1975 roku Pete Hamill powiedział na łamach The Times, że blask kontrkultury został wówczas zgaszony przez takie wydarzenia jak: masakra na uniwersytecie w Kencie, zbrodnicza działalność Charlesa Mansona i jego zwolenników oraz inne, traumatyczne wydarzenia. Kontrkultura stała się, według Hamilla, „kolejnym oszustem medialnym”.
W The Cult of Information (1986) Roszak wyraził wątpliwości co do rozwijającego się świata technologii informacyjnej. Żyjąc w pobliżu Doliny Krzemowej nie dał się porwać przesadnej reklamie. Z drugiej strony moc jego proroctwa była ograniczona. Nie przewidział „przewidywalnej przyszłości” komputera osobistego.
W 1995 roku dostał Nagrodę Jamesa Tiptree Jr. za książkę The Memoirs of Elizabeth Frankenstein. Udramatyzowana z inteligencją i humorem powieść obejmuje okres od lat 70. do lat 90. XX wieku łącząc dziewiętnastowieczny realizm z nowoczesną treścią. Roszak ukazał w niej walkę między kobietami a mężczyznami, między kobiecością a męskimi zasadami. 
W 1998 roku, po 35 latach pracy pedagogicznej na California State University, East Bay, przeszedł na emeryturę.
W latach 60. Roszak pisał o „rewolucji długowieczności”. W książkach America the Wise (1998) i The Making of an Elder Culture (2009) dowodził, że wciąż istniały podstawy do nadziei. Około 80 milionów Amerykanów z pokolenia wyżu demograficznego miało kolejną szansę na zmianę społeczeństwa. W jednym z rozdziałów The Making of an Elder Culture postulował zastąpienie seksu w małżeństwie przez przebywanie razem i opiekuńczość. Cierpiał na raka wątroby, miał też inne dolegliwości. Zmarł 5 lipca 2011 roku.

## Życie prywatne
Był żonaty z Betty Greenwald. Mieli córkę, Kathryn Roszak.